# Haplotaxidae
Haplotaxidae — родина малощетинкових кільчастих червів ряду Гаплотаксиди (Haplotaxida).

## Поширення
Поширені у Північній Америці, Євразії, Південній Африці, Австралії та Новій Зеландії. Населяють дно прісноводних озер і річок, поверхневі, ґрунтові та підземні води.

## Опис
Тіло переважно довге і тонке, чітко сегментоване, рожевого або червонуватого забарвлення.

## Класифікація
Родина містить 6 родів:
- Alphadrilus Brinkhurst, 1988
- Delaya Brinkhurst, 1988
- Haplotaxis Hoffmeister, 1843
- Hologynus Brinkhurst, 1988
- Metataxis Righi, 1985
- Omodeodrilus Kammerer, 2006
- Pelodrilus Beddard, 1891